# Resolució angular

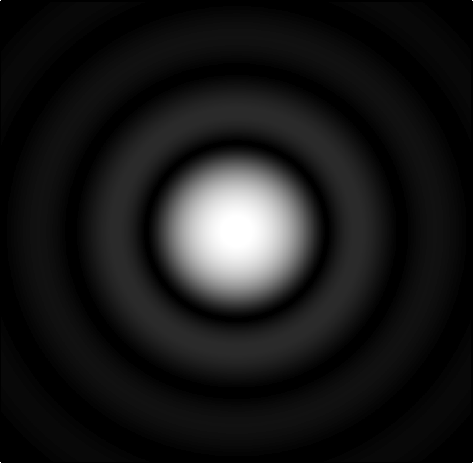
Disc d'Airy. L'escala de grisos s'ha adaptat per mostrar millor el patró de difracció dels anells concèntrics.

La resolució angular o resolució òptica descriu el poder de resolució de qualsevol mecanisme de formació d'una imatge com, per exemple, un telescopi òptic, un radiotelescopi, un microscopi, una càmera, o un ull. Fa referència al poder d'un instrument òptic per separar dos objectes d'una imatge.
En astronomia la qüestió que es planteja és la distància angular que hi pot haver entre dues estrelles perquè així es puguin distingir de manera separada. Les estrelles són tan lluny que són sempre fonts puntuals. Tanmateix, a causa de la difracció de la llum que es produeix quan la llum procedent d'un objecte puntual travessa el telescopi i crea una imatge anular amb un patró de difracció característic denominat disc d'Airy. El límit òptic conseqüència de la difracció es pot calcular de manera empírica a partir del principi de la difusió de Rayleigh, elaborada per John Strutt, Baró de Rayleigh.
{\displaystyle \sin \theta =1.22{\frac {\lambda }{D}}}
- θ és la resolució angular,
- λ és la longitud d'ona de la llum
- D el diàmetre o obertura del telescopi.

El factor 1,22 deriva d'un càlcul de la posició del primer anell de foscor que envolta el disc central d'Airy. Aquest factor s'utilitza per aproximar l'habilitat de l'ull humà per distingir dues fonts puntuals de llum els discs de la qual d'Airy se superposen.
D'altra banda, l'efecte de la turbulència de l'atmosfera (anomenat seeing) provoca que fins i tot en nits clares hi hagi un límit d'aproximadament 1 segon d'arc de resolució; això és comparable a la separació dels fars d'un cotxe vistos a 300 km de distància. Aquesta és una de les raons per les quals s'envien telescopis en satèl·lits artificials, més enllà de l'atmosfera. Tècniques avançades de correcció com la òptica adaptativa ajuden a contrarestar la pertorbació atmosfèrica, permetent que instruments terrestres com el FRIDA en el Gran Telescopi de les Canàries operin en el límit de difracció.

## Definició de termes
La potència de resolució és la capacitat d'un dispositiu de formació d'imatges per a separar (és a dir, per a veure com a distints) punts d'un objecte que es troben a una petita distància angular o és el poder d'un instrument òptic per a separar objectes llunyans, que són pròxims, en imatges individuals. El terme resolució o distància mínima de resolució és la distància mínima entre objectes distingibles en una imatge, encara que molts usuaris de microscopis i telescopis utilitzen el terme de manera general per a descriure el poder de resolució. Com s'explica més endavant, la resolució limitada per difracció es defineix mitjançant el criteri de Rayleigh com la separació angular de dues fonts puntuals quan el màxim de cada font es troba en el primer mínim del patró de difracció (disc d'Airy) de l'altra. En l'anàlisi científica, en general, el terme "resolució" s'utilitza per a descriure la precisió amb la qual qualsevol instrument mesura i registra (en una imatge o espectre) qualsevol variable de l'espècimen o mostra en estudi.

## El criteri de Rayleigh

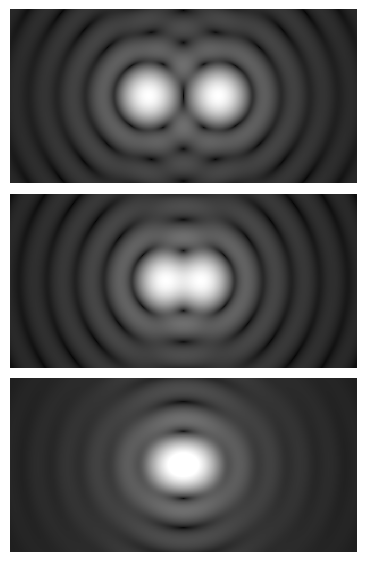
Patrons de difracció d'Airy generats per la llum de dues fonts puntuals que passen a través d'una obertura circular, com la pupil·la de l'ull. Es poden distingir punts allunyats (a dalt) o que compleixen amb el criteri de Rayleigh (mitjà). Els punts més pròxims que el criteri de Rayleigh (a baix) són difícils de distingir.

La resolució del sistema d'imatges pot veure's limitada per aberració o per difracció, la qual cosa provoca que la imatge es vegi borrosa. Aquests dos fenòmens tenen diferents orígens i no estan relacionats. Les aberracions poden explicar-se per l'òptica geomètrica i, en principi, poden resoldre's augmentant la qualitat òptica del sistema. D'altra banda, la difracció prové de la naturalesa ondulatòria de la llum i és determinada per l'obertura finita dels elements òptics. L'obertura circular de la lent és anàloga a una versió bidimensional de l'experiment d'una sola escletxa. La llum que travessa la lent interfereix creant un patró de difracció en forma d'anell, conegut com a patró Airy, si el front d'ona de la llum transmesa es pren com a esfèric o pla sobre l'obertura de sortida.
La interacció entre difracció i aberració es pot caracteritzar per la funció de dispersió de punts (PSF). Com més estreta és l'obertura d'una lent, més probable és que la PSF estigui dominada per la difracció. En aquest cas, la resolució angular d'un sistema òptic es pot estimar (a partir del diàmetre de l'obertura i la longitud d'ona de la llum) mitjançant el criteri de Rayleigh definit per Lord Rayleigh: dues fonts puntuals es consideren recentment resoltes quan el màxim de difracció principal (centre) del disc d'Airy d'una imatge coincideix amb el primer mínim del disc d'Airy de l'altra, com es mostra en les fotos adjuntes. (En les fotos que mostren el límit del criteri de Rayleigh, el màxim central d'una font puntual pot semblar que es troba fora del primer mínim de l'altra, però l'examen amb una regla verifica que els dos es creuen). Si la distància és major, els dos punts estan ben resolts i si és menor es consideren no resolts. Rayleigh va defensar aquest criteri sobre fonts d'igual força.
Considerant la difracció a través d'una obertura circular, això es tradueix en:
{\displaystyle \theta \approx 1.22{\frac {\lambda }{D}}\quad ({\text{considerant que}}\,\sin \theta \approx \theta )}
on θ és la resolució angular (radians), λ és la longitud d'ona de la llum i D és el diàmetre de l'obertura de la lent. El factor 1,22 es deriva d'un càlcul de la posició del primer anell circular fosc que envolta el disc de Airy central del patró de difracció. Aquest número és més precisament 1.21966989 ... (OEIS:A245461 A245461), el primer zero de la funció de Bessel de primer tipus d'ordre un {\displaystyle J_{1}(x)} dividit per π.
El criteri formal de Rayleigh està prop del límit de resolució empírica trobat anteriorment per l'astrònom anglès WR Dawes, qui va provar a observadors humans en estrelles binàries pròximes d'igual lluentor. El resultat, θ = 4.56 / D, amb D en polzades i θ en segons d'arc, és lleugerament més estret que el calculat amb el criteri de Rayleigh. Un càlcul que utilitza discos d'Airy com a funció de dispersió de punts mostra que en el límit de Dawes hi ha una caiguda del 5% entre els dos màxims, mentre que en el criteri de Rayleigh hi ha una caiguda del 26,3%. Tècniques modernes de processament d'imatges, inclosa la desconvolució de la funció de dispersió de punts permeten la resolució de binaris amb fins i tot menys separació angular.
Usant una aproximació d'angle petit, la resolució angular es pot convertir en una resolució espacial, Δℓ , multiplicant l'angle (en radiants) amb la distància a l'objecte. Per a un microscopi, aquesta distància està prop de la distància focal f de l'objectiu. Per a aquest cas, el criteri de Rayleigh estableix que:
{\displaystyle \Delta \ell \approx 1.22{\frac {f\lambda }{D}}}.
Aquest és el radi, en el pla de la imatge, del punt més petit al qual es pot enfocar un feix de llum colimada, que també correspon a la grandària de l'objecte més petit que la lent pot resoldre. La grandària és proporcional a la longitud d'ona, λ, i així, per exemple, la llum blava pot enfocar-se en un punt més petit que la llum vermella. Si la lent enfoca un raig de llum amb una extensió finita (per exemple, un raig làser), el valor de D correspon al diàmetre del raig de llum, no a la lent.
Un resultat similar és vàlid per a un sensor petit que capta la imatge d'un subjecte en l'infinit: la resolució angular es pot convertir a una resolució espacial en el sensor usant f com la distància al sensor d'imatge; això relaciona la resolució espacial de la imatge amb el número f, f / #:
{\displaystyle \Delta \ell \approx 1.22{\frac {f\lambda }{D}}=1.22\lambda \cdot (f/\#)}.
Atès que aquest és el radi del disc d'Airy, la resolució s'estima millor pel diàmetre, {\displaystyle 2.44\lambda \cdot (f/\#)}

## Casos específics

Gràfic log-log del diàmetre d'obertura enfront de la resolució angular en el límit de difracció per a diverses longituds d'ona de llum en comparació amb diversos instruments astronòmics. Per exemple, l'estrella blava mostra que el telescopi espacial Hubble està gairebé limitat per difracció en l'espectre visible a 0,1 segons d'arc, mentre que el cercle vermell mostra que l'ull humà hauria de tenir un poder de resolució de 20 segons d'arc en teoria, encara que normalment només 60 segons d'arc.

### Telescopi únic
Les fonts puntuals separades per un angle menor que la resolució angular no es poden resoldre. Un sol telescopi òptic pot tenir una resolució angular de menys d'un segon d'arc, però la visió astronòmica i altres efectes atmosfèrics fan que aconseguir això sigui molt difícil.
La resolució angular R d'un telescopi generalment es pot aproximar mitjançant
{\displaystyle R={\frac {\lambda }{D}}}
on λ és la longitud d'ona de la radiació observada i D és el diàmetre de l'objectiu del telescopi. La R resultant està en radiants. Per exemple, en el cas de la llum groga amb una longitud d'ona de 580 nm, per a una resolució de 0,1 segons d'arc, necessitem D = 1,2m. Les fonts més grans que la resolució angular es denominen fonts esteses o fonts difuses, i les fonts més petites es denominen fonts puntuals.
Aquesta fórmula, per a llum amb una longitud d'ona d'aproximadament 562 nm, també es denomina límit de Dawes.

### Matriu de telescopis
Les resolucions angulars més altes es poden aconseguir mitjançant arranjaments de telescopis anomenats interferòmetres astronòmics: aquests instruments poden aconseguir resolucions angulars de 0,001 segons d'arc en longituds d'ona òptiques i resolucions molt més altes en longituds d'ona de raigs X. Per a realitzar imatges de síntesi d'obertura, es requereix un gran nombre de telescopis disposats en una disposició bidimensional amb una precisió dimensional millor que una fracció (0,25x) de la resolució d'imatge requerida.
La resolució angular R d'una matriu d'interferòmetres generalment es pot aproximar mitjançant{\displaystyle \alpha }:
{\displaystyle R={\frac {1.22\lambda }{\mathrm {NA} _{\text{condensador}}+\mathrm {NA} _{\text{objetiu}}}}} on {\displaystyle \mathrm {NA} =n\sin \theta }.
on λ és la longitud d'ona de la radiació observada i B és la longitud de la màxima separació física dels telescopis en la matriu, denominada línia de base. La R resultant està en radiants. Les fonts més grans que la resolució angular es denominen fonts esteses o fonts difuses, i les fonts més petites es denominen fonts puntuals.
Per exemple, per a formar una imatge en llum groga amb una longitud d'ona de 580 nm, per a una resolució d'1 mil·lisegon d'arc, necessitem telescopis disposats en una matriu de 120 m × 120 m amb una precisió dimensional millor que 145 nm.

### Microscopi
La resolució R (aquí mesurada com una distància, que no ha de confondre's amb la resolució angular d'una subsecció anterior) depèn de l'obertura angular {\displaystyle \alpha }:
{\displaystyle R={\frac {1.22\lambda }{\mathrm {NA} _{\text{condensador}}+\mathrm {NA} _{\text{objetiu}}}}} on {\displaystyle \mathrm {NA} =n\sin \theta }.
Aquí NA és l'obertura numèrica, {\displaystyle \theta } és la meitat de l'angle inclòs {\displaystyle \alpha }  de la lent, que depèn del diàmetre de la lent i la seva distància focal, {\displaystyle n} és l'índex de refracció del mitjà entre la lent i la mostra, i {\displaystyle \lambda } és la longitud d'ona de la llum que il·lumina o emana (en el cas de la microscòpia de fluorescència) de la mostra.
D'això es dedueix que els NA tant de l'objectiu com del condensador han de ser el més alts possible per a una resolució màxima. En el cas que tots dos NA siguin iguals, l'equació es pot reduir a:
{\displaystyle R={\frac {0.61\lambda }{\mathrm {NA} }}\approx {\frac {\lambda }{2\mathrm {NA} }}}
El límit pràctic per a {\displaystyle \theta } és d'uns 70 °. En un objectiu sec o condensador, això dona un NA màxim de 0,95. En una lent d'immersió en oli d'alta resolució, el NA màxim és típicament 1,45, quan s'usa oli d'immersió amb un índex de refracció d'1,52. A causa d'aquestes limitacions, el límit de resolució d'un microscopi òptic que utilitza llum visible és d'uns 200 nm. Atès que la longitud d'ona més curta de la llum visible és violeta ({\displaystyle \lambda \approx 400\,\mathrm {nm} }),
{\displaystyle R={\frac {1.22\times 400\,{\mbox{nm}}}{1.45\ +\ 0.95}}=203\,{\mbox{nm}}}
que està prop de 200 nm.
Els objectius d'immersió en oli poden tenir dificultats pràctiques a causa de la seva poca profunditat de camp i la seva distància de treball extremadament curta, la qual cosa requereix l'ús de cobreobjetes molt prims (0,17 mm) o, en un microscopi invertit, plaques de Petri primes amb fons de vidre.
No obstant això, la resolució per sota d'aquest límit teòric es pot aconseguir utilitzant microscòpia de súper-resolució. Aquests inclouen camps òptics pròxims (microscopi òptic d'escombratge de camp pròxim) o una tècnica de difracció anomenada microscòpia 4Pi STED. Els objectes tan petits com 30 nm s'han resolt amb totes dues tècniques. A més d'això, la microscòpia de localització fotoactivada pot resoldre estructures d'aquesta grandària, però també pot donar informació en la direcció z (3D).

### Poder de resolució de la visió humana
El poder de resolució de l'ull humà és d'aproximadament un minut d'arc (1' = 1/60° = 0,017°), o d'aproximadament 100 km en la superfície de la Lluna vista des de la Terra, o més prop de nosaltres, un detall d'aproximadament 1 mm para un objecte o imatge a 3 m. Està limitada per la densitat de cons en la part més sensible de la retina. Curiosament, aquesta densitat s'optimitza de manera natural perquè coincideixi amb el límit de difracció.
La imatge següent mostra el mateix subjecte amb tres resolucions diferents. A partir d'una certa distància, l'ull ja no marca la diferència. A continuació, és possible determinar la resolució d'un o tots dos ulls: és la relació entre la grandària dels píxels grans (imatge dreta) i la distància a partir de la qual no es percep cap diferència entre les imatges.

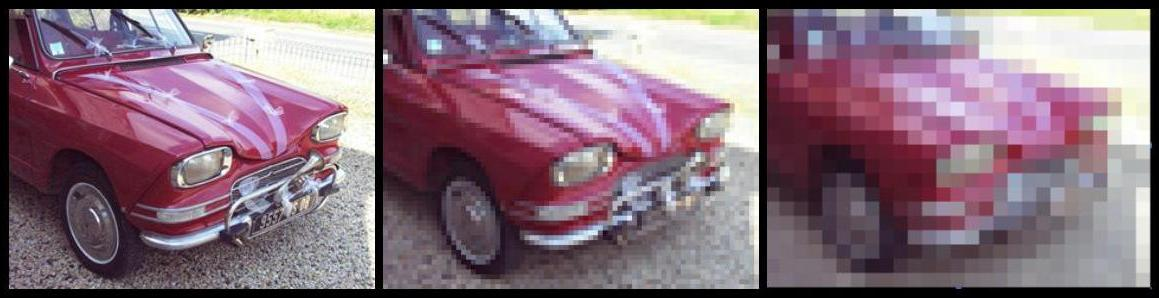
A partir d'una certa distància, les tres imatges semblen ser iguals.

No hi ha cap norma per a les pantalles que certifiqui una resolució que superi el poder de resolució de la visió humana. Només el concepte de Retina Display s'acosta, però no s'ha estandarditzat industrialment.

### Fotografia
Els fabricants d'objectius, negatius o els fabricants de sensors proporcionen corbes de funció de transferència de modulació (MTF), que són una altra manera de presentar la capacitat d'un sistema per a reproduir detalls. La resolució es proporciona com una freqüència espacial en cicles per mil·límetre o com el nombre de línies per altura d'imatge. No obstant això, és possible avaluar el poder de resolució per a superfícies fotosensibles o per a objectius segons els criteris anteriorment esmentats. La resolució d'una cambra és el resultat de la combinació dels efectes de l'objectiu i de la superfície fotosensible.